# ML-7地雷
ML-7 地雷（Мина-ловушка МЛ-7，意为“ML-7 诱饵雷，陷阱雷”）是苏联研制的一种小型反步兵地雷，是一种高爆（HE）、机械、延时（DlY）武装、击针待击、松发装置（ALD ）的爆炸装置。
主要用防止地雷排除或使用让人感兴趣的物品（如武器、弹药、医疗包等）制造诡雷。它以其小巧的尺寸和重量、以及较低的目标传感器保持力而著称，使其能够用于多种战术情境。

## 历史与发展[1][2][3]
绊雷（或称诡雷、诱雷）的概念在军事行动中一直备受关注，尤其是在游击战和反游击战中。苏联在分析美国在越南战争中的经验时，注意到越共游击队擅长移除美军布设的地雷，并将其重新部署到美军的行进路线上。尽管苏联也开发了类似的远程布雷系统（如PFM-1S“花瓣”集束式反步兵地雷），但同时也决定发展替代方案，即设计更有效、更难排除的绊雷。
早期的MS-3惊喜地雷（мина-сюрприз МС-3）虽然能够有效配合反坦克地雷（如TM-62系列）实现防移除功能，但其卸载式目标传感器需要至少5公斤的较大作用力才能保持住，这使得它不适用于小型反步兵地雷（如PMN、PMN-2、MON-50、PMD-6M）以及较轻物品的诡雷设置。因此，苏联需要一种新的地雷来克服这些限制。
ML-7 绊雷的研发始于1970年代末期，并在1980年代初完成。它于1984年正式投入使用。其设计借鉴了当时已有的PMN-2反步兵地雷（1975年投入使用）和PFM-1S“花瓣”地雷（1970年代末期开发）的元素。这种“模块化”的设计理念使得开发过程更加高效。ML-7被认为是MS-3和后续的ML-8之间的一个过渡产品，它在实际冲突中得到了广泛应用，至今仍有发现。
尤其在苏联入侵阿富汗期间，苏军也面临了与美军在越南战争相似的问题，即阿富汗圣战者移除己方雷场并将其重新用于攻击苏联军队。这进一步推动了对ML-7等新型地雷的需求和应用。

## 设计与构造[4]
ML-7 绊雷的构造融合了现有地雷的成熟部件，以塑料外壳封装，设计紧凑，外观是半个成人手掌大小的矩形塑料盒子。

### 主要部件
- 雷体材料： 塑料外壳。
- 引信： 主要借鉴了PFM-1S“花瓣”地雷的VGM-572引信，并进行了一些改造，包括一个贯穿雷体主体的金属圆柱形元件。原PFM-1S引信的自毁模块在ML-7中被取消。
- 传爆药（中间雷管）： 取自PMN-2地雷的两个中间雷管，每个包含5克特屈尔（Tetryl）药柱。这些药柱在PMN-2中位于底部塞子下方，用于引爆主装药。
- 主装药： 雷体两侧各有一个可拆卸的塑料容器，内含15克塑性炸药PVV-5A。因此，完整ML-7的总塑性炸药量为30克。
- 起爆药： 引信内部含有4克季戊四醇四硝酸酯（TEN/PETN）。
- 目标传感器： 卸载式压力传感器，尺寸为55x55毫米。

### 内部结构
ML-7 的引信设计巧妙：它移除了PFM-1“花瓣”引信的自毁模块，并将触发机制改为一个G形插销（双臂杠杆）。当雷体处于战斗状态时，该插销被上方地雷或物品的压力固定住。一旦压力解除（即目标地雷或物品被移除），G形插销会弹出，释放一个弹簧驱动的活塞。活塞向前推动雷管和雷管帽。随着活塞进一步推进，一个滚珠被释放，使击针在战斗弹簧的作用下撞击雷管帽，引爆雷管。雷管继而引爆特屈尔药柱，最终引爆塑性炸药。
ML-7 具有一个液压机械式延迟引爆机构（Mechanism of Distance Arming, MDA），其作用时间根据环境温度在45秒至20分钟之间变化。通常建议在拔出两个保险销后30秒内离开布雷区域。

### 装药量
完整状态的ML-7包含30克塑性炸药、10克特屈尔和4克季戊四醇四硝酸酯，总计超过40克的强力炸药。这个当量足以引爆大多数反步兵地雷，或对拾取被诡雷物品的人员造成严重肢体伤害。
在某些特种行动中，操作者也可以仅使用ML-7的中心部分（包含引信和特屈尔药柱，即10克特屈尔和引信中的炸药），而无需安装两侧的塑性炸药容器。即使是这样的精简配置（约10克特屈尔和几克引信炸药），也足以对尝试移动被诡雷物品的人员造成严重伤害。
尽管ML-7的爆炸当量相对较小，但其主要目的是触发更大的目标地雷或作为致伤型诡雷使用，而非直接摧毁目标。将其用于反坦克地雷的防移除设置时，虽然通常能引爆反坦克地雷，但也有可能仅造成反坦克地雷的破坏而非完全引爆。

## 技术参数
- 雷体材料： 绿色塑料
- 尺寸： 72   x 69 x 30 毫米
- 总重：100 克
- 目标传感器类型： 卸载式（压力解除触发）
- 目标传感器尺寸： 55 x 55 毫米
- 目标传感器保持力： 300 克
- 延迟引爆机构     (MDA) 类型：     液压机械式（通过粘性橡胶在腔室间流动释放击针）
- MDA 作用时间： 45 秒至 20 分钟（取决于环境温度）
- 建议撤离时间： 30 秒

## 实战应用
ML-7 的小巧尺寸、轻重量以及低触发力使其在多种战术情境中得到广泛应用，如苏阿战争、两次车臣战争、俄乌战争。

### 反排雷设置
ML-7 最常见的用途是作为反排雷诡雷，置于其他地雷（特别是反步兵地雷，如PMN系列、MON-50等）下方。当敌方尝试移除这些地雷时，一旦地雷的压力从ML-7的目标传感器上解除，ML-7便会引爆，从而引爆上方的主地雷，达到阻止地雷被移除或重复使用的目的。在某些情况下，它也会被用于反坦克地雷下方，通常是将其放置在反坦克地雷的边缘，因为放置在中心位置（反坦克地雷传爆药下方）会给ML-7的布设和保险销移除带来操作上的困难。

### 物品诡雷
由于其极低的触发力（仅需300克），ML-7非常适合作为诡雷隐藏在各种轻型物品下方或内部，例如：
- 武器： 步枪、手榴弹。
- 装备： 水壶、急救包、弹药袋。
- 其他有吸引力的物品： 任何可能引诱敌方士兵拾取的物品。

当目标物品被拾起时，ML-7会引爆，对拾取者造成严重伤害。

### 反排除诡雷
ML-7 还可以巧妙地隐藏在一些反坦克地雷（如TM-62M）的引信杯内部，作为二次诡雷。通过特殊操作，可以拧下TM-62M引信的下部，将ML-7放入地雷内部杯中，并使其目标传感器被引信的下部压住。然后拔出ML-7的保险销，并迅速重新拧紧引信。这种设置使得即使是已经上保险的TM-62M地雷，在被尝试拆卸引信时也会触发ML-7，从而引爆主地雷。

## 解除与处理
由于ML-7的设计旨在防止地雷被移除，因此对于任何被ML-7诡雷化的地雷或物品，最安全的处理方式是就地销毁。一般的战士或平民所能做的最多的事情就是用树枝和一些明亮的东西（彩色胶带、明显的织物条、瓶子等）标记雷区，然后绕行。
- 反步兵地雷： 根据标准排雷程序，反步兵地雷通常不应被移除，而应就地销毁。因此，无论其下方是否有ML-7，处理方法都是一致的：使用外部附加装药（如200克TNT药块）进行远程引爆。
- 物品诡雷： 对于被ML-7诡雷化的物品，如果无法进行就地引爆，可以尝试使用长绳和钩子等工具进行远程拖拽，从掩体后方拉动，以触发ML-7。然而，考虑到安全和证据保留，通常建议由专业排雷人员处理。
- 缴获的ML-7： 即使ML-7看起来未被激活（保险销仍在位），也绝不能将其用于预期目的。由于其可能被重新设置成即时引爆状态（例如先拔掉延迟引爆销，再放回，但保留战斗销），任何尝试安装或操作缴获的ML-7都可能导致立即引爆。所有缴获的ML-7都应与其他未爆弹药一起，在安全区域进行集中销毁。

## 设计优缺点

### 优点
- 小型化和轻量化： 体积小、重量轻，便于单兵携带和大量部署。
- 即用性： 出厂时已完全预装好，可直接从包装中取出使用（与需要单独安装雷管的MS-3不同）。
- 低触发力： 目标传感器保持力仅为300克，使其可以用于各种轻型地雷和物品的诡雷设置。

### 缺点
- 对反坦克地雷引爆的不确定性： 虽然通常能引爆反坦克地雷，但其当量相对较小，不能100%保证完全引爆，有时可能只造成地雷的损坏而非完全殉爆。
- 传感器行程小： 目标传感器在触发前只有3-4毫米的微小行程，使得操作员难以判断传感器是否已被正确加载或解除加载。
- 双重保险销操作复杂： 拥有两个保险销（战斗销和延迟引爆销）使得布设过程相对复杂，且需要同时移除。
- 布设位置限制： 为了能够移除延迟引爆销，ML-7不能完全隐藏在被诡雷物品的正下方，通常只能放置在物品的边缘，这使得经验丰富的排雷人员更容易发现。
- 液压机械延迟引爆机构的温度依赖性： 其液压机械延迟引爆机构的引爆时间会随环境温度显著变化，增加了不确定性。
- 缺乏防错机制： 如果在布设时目标传感器未能被正确加载，延迟引爆机构完成后，ML-7仍会引爆。这可能会暴露雷场位置，并对己方人员造成不必要的风险。这一缺陷在后续的ML-8中得到了改进。